# بوب ووكر (مصور)
بوب ووكر (بالإنجليزية: Bob Walker)‏ هو مصور أمريكي، ولد في 6 يناير 1952، وتوفي في 19 سبتمبر 1992.